# Káren Elle Gaup
Káren Elle Johansdatter Gaup, född 19 december 1958 i Mierojávri i Guovdageainnu/ Kautokeino kommun i Finnmark fylke i Norge, är en norsk-samisk folklivsforskare.
Káren Elle Gaup växte upp i en renägarfamilj och utbildade sig vid Universitetet i Oslo med en fil. kand.-examen 2003 i ekonomi, administration/offentlig förvaltning, samiska språk och folklivsforskning.
Hon är chef för museet RiddoDuottarMuseat i Karasjok